# Edward Ferry
Edward „Ed“ Payson Ferry (* 18. Juni 1941 in Seattle; † 18. September 2023) war ein US-amerikanischer Ruderer.
Der 1,93 m große Ferry ruderte im Zweier mit Steuermann gemeinsam mit Conn Findlay, der ihn als Studienanfänger trainiert hatte. Die beiden gewannen mit verschiedenen Steuerleuten die nationalen Meisterschaften 1961, 1962 und 1964. 1963 siegten Ferry, Findlay und Steuermann Charles Bitzer bei den Panamerikanischen Spielen in São Paulo. 1964 traten Edward Ferry und Conn Findlay mit Steuermann Kent Mitchell bei den Olympischen Spielen 1964 in Tokio an. Der amerikanische Zweier gewann die Goldmedaille vor den Booten aus Frankreich und den Niederlanden.
Edward Ferry besuchte die Stanford University, zum Zeitpunkt seinen Olympiasieges war er bei der United States Navy. Nach seiner Zeit bei der Navy machte er seinen MBA an der Wharton School der University of Pennsylvania. Später veranstaltete er in den 1970er und 1980er Jahren internationale Camping-Reisen. Danach war er in der Immobilienbranche tätig.